# Holmen (Fjell)
Pour les articles homonymes, voir Holmen.
Holmen est une île dans le landskap Sunnhordland du comté de Vestland. Elle appartient administrativement à Øygarden.

## Géographie
Rocheuse et couvert d'arbres, elle s'étend sur environ 228 m de longueur pour une largeur approximative de 70 m. Elle compte quelques habitations et un restaurant. 